# Führer zu vor- und frühgeschichtlichen Denkmälern
Das Römisch-Germanische Zentralmuseum in Mainz gab von 1964 bis 1981 in Verbindung mit dem Nordwestdeutschen und dem West- und Süddeutschen Verbund für Altertumsforschung in 51 Bänden die Bücherreihe Führer zu vor- und frühgeschichtlichen Denkmälern heraus. Die Führer erschienen zu den Jahrestagungen der Deutschen Verbände für Altertumsforschung im  Verlag Philipp von Zabern in Mainz. Sie stellten Ergebnisse der Forschungen zu außermusealen Denkmälern in der Bundesrepublik Deutschland zusammen, die sowohl fachliches als heimatkundlich interessiertes Publikum ansprach. Von 1984 bis 2007 wurde die Reihe durch die Reihe Führer zu archäologischen Denkmälern in Deutschland fortgesetzt, von der 49 Bände erschienen.

## Inhalt
Die Bücher haben das Format 14 × 21 cm und einen Umfang von bis zu 350 Seiten.
Sie sind gegliedert nach Regionen in Deutschland und enthalten Beiträge verschiedener Autoren zu den wesentlichen archäologischen Themen insbesondere der  Siedlungsgeschichte. Der einleitende Textteil besteht aus einführenden  Aufsätzen ergänzt mit einer Vielzahl von Fotografien, Karten, Stichen, Zeichnungen und Verweisen zu historischen Quellen und Dokumenten. Es folgt ein Teil Exkursionen, der die behandelten Themen mit Exkursionsbeschreibungen zu einzelnen Objekten ausführlich behandelt. Zusätzlich gibt es ein Ortsregister als Verzeichnis der Orte, Wüstungen, Burgen, Berge und Täler mit den wichtigsten Erwähnungen im jeweiligen Band.

„Der Wunsch des Menschen, einen Blick gerade in die frühesten Epochen seiner Geschichte zu tun und deren Anfänge ennzulernen, ist von jeher lebendig. Vielerlei Bücher unterrichten uns über das Altertum – den unmittelbarsten Weg in die Vergangenheit und ihr stärkstes Erlebnis bieten immer die Denkmäler selbst. Auch in Deutschland sind außer den in Museen aufbewahrten Funden noch viele vor- und frühgeschichtliche Denkmäler draußen im Lande erhalten: Riesensteingräber, Grabhügel, Wallburgen, Römerkastelle usw. Sie zu entdecken und zu erklären, ist Ziel dieser Führer zu vor- und frühgeschichtlichen Denkmälern“

## Liste der Führer
Von 1964 bis 1981 erschienen folgende Bücher, ggfs. mit Inhaltsangabe der Aufsätze:
1964, Band 1, 84 Seiten
- Fulda, Rhön, Amöneburg, Gießen

Band 2
- Bremen, Verden, Hoya

Band 3
- Mannheim, Odenwald, Lorsch, Ladenburg

Band 4
- Hameln, Deister, Rinteln, Minden

Band 5
- Saarland

Band 6
- Passau, Kallmünz, Straubing, Cham

Band 7
- Hamburg-Harburg, Sachsenwald, nördliche Lüneburger Heide

Band 8
- Miltenberg, Amorbach, Obernburg, Aschaffenburg, Seligenstadt

Band 9
- Schleswig, Haithabu, Sylt

Band 10
- Hansestadt Lübeck, Ostholstein, Kiel

Band 11
- Mainz

Band 12
- Nördliches Rheinhessen: Ingelheim, Bingen, Bad Kreuznach, Alzey, Oppenheim

Band 13
- Südliches Rheinhessen – Nördliches Vorderpfalz: Worms, Kirchheim–Bolanden, Donnersberg

Band 14
- Linker Niederrhein: Krefeld, Xanten, Kleve

Band 15
- Rechter Niederrhein: Essen, Düsseldorf, Duisburg

Band 16
- Göttingen und das Göttinger Becken

Band 17
- Northeim, südwestliches Harzvorland, Duderstadt

Band 18
- Miesbach, Tegernsee, Bad Tölz, Wolfratshausen, Bad Aibling

Band 19
- Rosenheim, Chiemsee, Traunstein, Bad Reichenhall, Berchtesgaden

Band 20
- Paderborner Hochfläche, Paderborn, Büren, Salzkotten

Band 21
- Hochtaunus, Bad Homburg, Usingen, Königstein, Hofheim

Band 22
- Aalen, Lauchheim, Ellwangen

Band 23
- Schwäbisch Hall, Comburg, Vellberg

Band 24
- Hohenloher Land: Öhringen, Jagsthausen, Künzelsau, Langenburg

Band 25, Teil I: Einführende Aufsätze
- Nordöstliches Eifelvorland: Euskirchen, Zülpich, Bad Münstereifel, Blankenheim

Band 26, Teil II: Exkursionen
- Nordöstliches Eifelvorland: Euskirchen, Zülpich, Bad Münstereifel, Blankenheim

Band 27
- Würzburg, Karlstadt, Iphofen, Schweinfurt

Band 28
- Bad Kissingen, Fränkische Saale, Grabfeld, Südliche Rhön

Band 29, Teil I: Einführende Aufsätze
- Elb-Weser-Dreieck

Band 30, Teil II: Forschungsprobleme – Exkursionen
- Elb-Weser-Dreieck, Stade, Bremervörde, Zeven, Buxtehude

Band 31, Teil III: Exkursionen
- Elb-Weser-Dreieck, Bremerhaven, Cuxhaven, Worpswede

Band 32 Teil I: Einführende Aufsätze
- Trier

Band 32 Teil II: Beilagen
- Trier

Band 33
- Südwestliche Eifel: Bitburg, Prüm, Daun, Wittlich

Band 34
- Westlicher Hunsrück: Bernkastel-Kues, Idar-Oberstein, Birkenfeld, Saarburg

Band 35
- Goslar, Bad Harzburg

Band 36, 1978, 218 Seiten
- Westlicher Harz: Clausthal-Zellerfeld, Osterode, Seesen

1. Geologie des Harzes
2. Spätpaläolithische und Mesolithische Funde am nordwestlichen Harzrand
3. Bemerkungen zur vorgeschichtlichen Besiedlung des Oberharzes
4. Die Burgen am West- und Südrand des Oberharzes
5. Der Erzbergbau im Westharz und die Besiedlung des Oberharzes seit dem frühen Mittelalter

Band 37, Teil I Einführende Aufsätze
- Köln

Band 38, Teil II Exkursionen
- Nördliche Innenstadt: Köln

Band 39, Teil III Exkursionen
- Südliche Innenstadt und Vororte: Köln

Band 40, Teil I, Einführende Aufsätze
- Nördlingen, Bopfingen, Oettingen, Harburg

Band 41, Teil II, Exkursionen, ISBN 3-8053-0310-6
- Nördlingen, Bopfingen, Oettingen, Harburg

Band 42, Teil I, Einführende Aufsätze
- Das Osnabrücker Land

Band 43, Teil II, ISBN 3-8053-0312-2
- Das Osnabrücker Land

Band 44, Teil II, Exkursionen, ISBN 3-8053-0313-0
- Das Osnabrücker Land

Band 45, Teil I, Einführende Aufsätze
- Münster, Westliches Münsterland, Tecklenburg

Band 46, Teil II, Exkursionen, ISBN 3-8053-0466-8
- Münster, Westliches Münsterland, Tecklenburg

Band 47, ISBN 3-8053-0530-3
- Lörrach und das Rechtsrheinische Vorland von Basel

Band 48, Teil I, Einführende Aufsätze
- Hannover, Nienburg, Hildesheim-Alfeld

Band 49, Teil II, Exkursionen
- Hannover, Nienburg, Hildesheim-Alfeld

Band 50, Teil I, Einführende Aufsätze
- Kassel, Hofgeismar, Fritzlar, Melsungen, Ziegenhain

Band 51, Teil II, Exkursionen, ISBN 3-8053-0311-4
- Kassel, Hofgeismar, Fritzlar, Melsungen, Ziegenhain